# Gubacha
Gubacha (russisch Губаха) ist eine Stadt in der Region Perm (Russland) mit 22.000 Einwohnern.

## Geografie
Die Stadt liegt an der Westflanke des Mittleren Urals etwa 150 km nordöstlich der Regionshauptstadt Perm an der Koswa, einem linken Nebenfluss der Kama.
Gubacha ist der Region administrativ direkt unterstellt. Der Stadt sind die Siedlungen städtischen Typs Ugleuralski (9310 Einwohner) und Schirokowski (1680 Einwohner) sowie 6 Dörfer mit zusammen ebenfalls 1680 Einwohnern unterstellt, sodass die Gesamtbevölkerung der administrativen Einheit Stadt Gubacha 39.275 beträgt (Berechnung 2009).
Die Stadt liegt an der Eisenbahnstrecke Tschussowoi–Kisel–Solikamsk.

## Geschichte
Gubacha entstand in der Mitte des 18. Jahrhunderts als Bergarbeitersiedlung bei einer Eisenerzlagerstätte an gleichnamigen Flüsschen (auch Gubaschka). 1825 wurde nahe der heutigen Siedlung Ugleuralski Steinkohle entdeckt.
Nach 1917 entstand hier eines der ersten Wärmekraftwerke im Rahmen des GOELRO-Planes, welches bis heute unter dem Namen Kiselowskaja GRES-3 existiert, mit angeschlossener Arbeitersiedlung Krschischanowsk (auch Nischnjaja Gubacha).
1928 erhielt Gubacha den Status einer Siedlung städtischen Typs. 1936 nahm eine der damals größten Kokereien der Sowjetunion den Betrieb auf.
1941 wurden Krschischanowsk und weitere Siedlungen eingemeindet und der Ort erhielt Stadtrecht. Im November 1959 wurde Gubacha mit der nahen Stadt Ugleuralsk vereinigt, die bei der Volkszählung im Januar 1959 mit 46.408 fast ebenso viele Einwohner wie Gubacha hatte. Die Stadt Gubacha mit nun fast 100.000 Einwohnern wurde jedoch bereits am 8. April 1960 wieder aufgelöst: ein Teil des frühen Ugleuralsk wurde zur selbständigen Siedlung städtischen Typs Ugleuralski, außerdem wurden mehrere weitere Ortschaften ausgegliedert.

### Bevölkerungsentwicklung
| Jahr | Einwohner | Bemerkung                                                        |
| ---- | --------- | ---------------------------------------------------------------- |
| 1939 | 27.535    | davon Gubacha 14.060, Krschischanowsk (eingemeindet 1941) 13.475 |
| 1959 | 47.094    |                                                                  |
| 1970 | 33.243    |                                                                  |
| 1979 | 32.199    |                                                                  |
| 1989 | 36.858    |                                                                  |
| 2002 | 31.687    |                                                                  |
| 2010 | 28.111    |                                                                  |

Anmerkung: Volkszählungsdaten

## Kultur und Sehenswürdigkeiten
Seit 1967 existiert in Gubacha ein Historisches und Heimatmuseum.

## Wirtschaft
Der Steinkohlenbergbau erlebte besonders während der Wirtschaftskrise der 1990er Jahre einen Niedergang, sodass heute das Chemiewerk der Metafraks AG wichtigstes Unternehmen der Stadt ist. Daneben produzieren weiterhin die Kokerei, Betriebe der Holzwirtschaft und das Wärmekraftwerk Kiselowskaja GRES-3.

## Persönlichkeiten
- Wagis Chidijatullin (* 1959), Fußballspieler
- Jewgeni Ketow (* 1986), Eishockeyspieler
- Dsmitryj Abascheu (* 1991), belarussischer Biathlet